# مسکن‌ها (ئی‌پی)
| بررسی انتقادی               | بررسی انتقادی |
| منبع                        | رتبه‌بندی      |
| --------------------------- | ------------- |
| آل‌میوزیک                    | [ ۱ ]         |
| انترتینمنت ویکلی            | آ−            |
| راهنمای ضبط آلترناتیو اسپین | ۴/۱۰          |

مسکن‌ها (به انگلیسی: Painkillers) دومین ئی‌پی از گروهٔ موسیقی آلترناتیو راک آمریکایی بیبز این توی‌لند می‌باشد که در ژوئن سال ۱۹۹۳ منتشر گردید. این ئی‌پی حاوی ترانه‌های منتشر نشده از دومین آلبوم استودیویی آن‌ها تحت عنوان فونتانل و همچنین یک تک‌آهنگ زندهٔ ۳۴ دقیقه‌ای از اجرای زندهٔ این گروه در آوریل سال ۱۹۹۲ در سی‌بی‌جی‌بی، نیویورک می‌باشد.